# Lendu (peuple)
Cet article concerne le peuple lendu. Pour la langue lendu, voir Lendu (langue).
Les Lendu sont une population de langue nilo-saharienne vivant principalement dans la province de l'Ituri en république démocratique du Congo, à l'ouest et au nord-ouest du lac Albert. Quelques communautés vivent également de l'autre côté de la frontière en Ouganda et au Soudan. Ils sont proches du grand groupe des Lugbara. Le groupe soudanique est composé de dix groupes ethniques différents classée par SIL International dans la famille soudanique centrale : les Ngbandi, les Ngbaka, les Manvu, les Mbunja, Moru-Mangbetu, Zande, Lugbara, Logo, les Lendu.

## Ethnonymie
Selon les sources et le contexte, on rencontre différentes formes : Alendu, Badha, Balega, Balegu, Balendru, Balendu, Bale, Baletha, Bbadha, Bbaledha, Hema-Nord, Kihema-Nord, Kilendu, Lendus, Walendu.

## Différents groupes
On trouve en Ituri les cinq communautés des Lendu et leurs chefferies :
- Walendu Bindi (ou Ngiti, Lendu-Bindi, Indru, Lendu Sud[6]),
- Walendu Djatshi (ou Djatsi),
- Walendu Tatshi (ou Tatsi),
- Walendu Pitshi (ou Pitsi),
- Walendu Watshi (ou Watsi).

## Langues
Ils parlent le lendu, une langue nilo-saharienne qui fait partie du groupe oriental des langues soudaniques centrales. Le nombre total de locuteurs a été estimé à 761 100, dont 750 000 en République démocratique du Congo (1996) et 11 100 en Ouganda (2002). Le swahili congolais est également utilisé.

## Histoire
D'après l'explorateur Samuel White Baker, la tradition orale Lendu et les données archéologiques indiquent que les Lendu ont migré à partir de la Vallée du Nil Blanc depuis le Xe siècle avec un nombre insuffisant de petit et gros bétail, de produits de l'agriculture, en provenance du Soudan[pas clair]. 
Un conflit entre les Lendu et les Hima est à la base de la guerre en Ituri.

## Économie
Les Lendu vivent dans une région réputée fertile, ce sont généralement des agriculteurs.